# 洪堡城 (內華達州)
洪堡城（英語：Humboldt City）是位於美國內華達州潘興縣的鬼鎮。

## 歷史
洪堡城的郵局於1862年設立，其後於1869年停運。

## 地理
洪堡城所處的海拔為高於海平面1619米（即5312英呎），而該地所採用的時區為UTC-8，即太平洋时区（PST）。同時該地設有夏令時間，為UTC-8調快一小時，即UTC-7（PDT）。